# Петер Кречмер
Петер Кречмер  (нім. Peter Kretschmer, 15 лютого 1992) — німецький веслувальник, олімпійський чемпіон.

## Виступи на Олімпіадах
| Олімпіада   | Дисципліна                | Місце |
| ----------- | ------------------------- | ----- |
| Лондон 2012 | каное-двійки, 1000 метрів | 1     |
| Париж 2024  | каное-двійки, 500 метрів  | 5     |

## Зовнішні посилання
- Петер Кречмер на сайті Olympedia (англійська)
- Петер Кречмер на сайті German Olympic Committee (німецька)